# 讷维莱尔
讷维莱尔（法語：Neuwiller，法語發音：[nøvilɛʁ]）是法国上莱茵省的一个市镇，位于该省东南部，属于米卢斯区。

## 地理
讷维莱尔（47°31'28"N, 7°30'58"E）面积3.72 平方千米，位于法国大東部大區上莱茵省，该省份为法国东部内陆省份，是阿尔萨斯的一部分，今与下莱茵省组成了阿尔萨斯欧洲集体，其北临下莱茵省，西接孚日省，西南接贝尔福地区省，东侧沿莱茵河与德国相望，南与瑞士接壤。
与讷维莱尔接壤的市镇（或旧市镇、城区）包括：下阿根塔勒、莱门。
讷维莱尔的时区为UTC+01:00、UTC+02:00（夏令时）。

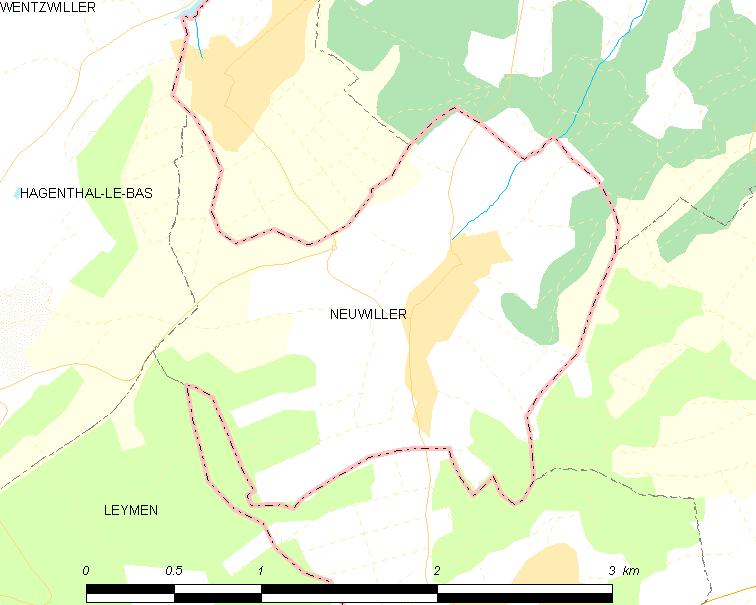
讷维莱尔的OSM定位图

## 行政
讷维莱尔的邮政编码为68220，INSEE市镇编码为68232。

## 政治
讷维莱尔所属的省级选区为圣路易县。

## 人口

1962-2008年间讷维莱尔人口变化图示

讷维莱尔于2022年1月1日时的人口数量为520人。